# لخبة صفراء
اللخبة الصفراء (الاسم العلمي:Livistona fulva) هي نوع من النباتات تتبع جنس اللخب من الفصيلة الفوفلية.